# Монако на Европском првенству у атлетици за јуниоре 2015.
Монако је учествовао на 23. Европском првенству за јуниоре 2015. одржаном у Хенгело, Холандија, од 16. до 19. јула. Репрезентацију Монака на њеном другом учешћу на европским првенствима за јуниоре представљао је 1 спортиста који се такмичио у трци на 100 метара.
На овом такмичењу такмичар из Монака оборио је лични рекорд.

## Учесници
Јуниори:
- Кентин Леге — 100 м

## Резултати

### Јуниори
| Атлетичар   | Дисциплина | Лични рекорд | Квалификације | Квалификације | Полуфинале           | Полуфинале           | Финале               | Финале  | Детаљи         |
| Атлетичар   | Дисциплина | Лични рекорд | Резултат      | Место         | Резултат             | Место                | Резултат             | Место   | Детаљи         |
| ----------- | ---------- | ------------ | ------------- | ------------- | -------------------- | -------------------- | -------------------- | ------- | -------------- |
| Кентин Леге | 100 м      | 12,40        | 11,99 ЛР      | 7. у гр. 1    | Није се квалификовао | Није се квалификовао | Није се квалификовао | 25 / 26 | [ мртва веза ] |